# Juan Domingo Brown
Juan Domingo Brown (21 juni 1888 – 16 september 1931) was een Argentijnse voetballer van Schotse afkomst. 
Brown speelde voor Alumni Athletic en behaalde meerdere titels met deze club, later speelde hij nog voor Quilmes. Hij speelde ook 36 keer voor het nationale elftal en kon twee keer scoren. 
Juan Domingo komt uit een echte voetbalfamilie. Zijn neven Alfredo, Carlos, Ernesto, Jorge en Eliseo speelden ook allen voor Alumni en het nationale elftal. Diego en Tomás, nog twee neven speelden ook bij Alumni maar niet bij het nationale elftal. 